# 松下美香
松下 美香（まつした みか、1960年7月16日 - ）は、日本の美熟女AV女優。神奈川県出身。

## 略歴
- 2008年にデビューした美熟女系のAV女優。
- 2011年から松下美香として活躍。
- 品のある可愛らしい六十路美魔女である。
- デビュー時に比べてバストアップし均整の取れたスタイルになり人気が出ている。
- 筋肉質はそのままに、ふっくらと色香を増した身体から熟したエロさと敏感さが売りである。
- 最近はSM作品への出演が多くなっている。
- SEXが大好きな美熟女である。
- 風俗・水商売は一切行っていない。一時一般OLに転身。
- 2014年4月に、AV出演が家族に見つかったからという家庭の事情で引退。
- 引退後約6か月間、AV経歴は明かさずにアダルトチャットに「みずえ」の名で出演。
- 2020年7月に活動再開。

### アダルトビデオ(松下美香 名義)

#### 2011年
- 妻遊記 02 (7月12日 プレステージ)
- ［熟］露出デート 02 松下美香 (7月20日 プールクラブ・エンタテインメント )
- 大近親相姦 貧乳勃起ちくび姉妹のレズ愛 (8月18日 センタービレッジ)
- 驚愕！！これぞ美魔女！！！ 奇跡の50歳スーパー熟女がいたっ！ (8月20日 レイディックス)
- 五十路母の豊満な肉体にムラムラして… 松下美香 (10月7日 映天)
- 友達の母にムラムラ… 松下美香  (11月1日 香澄企画/エマニエル)
- 中出し温泉家族旅行 寝とられの湯 松下美香  (12月22日 センタービレッジ)

#### 2012年
- 6名の働くおばさん 男を誘うムレた完熟マンコ  (4月6日  映天)他出演:桐岡さつき、細川まり、中森玲子、結城みさ、有奈めぐみ
- 美しすぎる中高年ヘルパーが訪問先のお客に言い寄られこっそりと中出し（4月10日　グローバルメディアエンタテインメント）
- 母子交尾 【早川路】 (4月12日 ルビー)
- オナホール訪問販売員のおばさん 13 (4月20日 NEXT GROUP)
- 母の日に息子のチ○ポを生で見て欲情しちゃった五十路のマ○チョ (4月20日 NEXT GROUP)
- 人妻極秘裏バイト 自宅で回春マッサージ  (5月4日 映天)
- 五十路女の熟れきったイヤラシイ肉体とセックス (5月25日 サイドビー)
- お母さんの性教育 息子の生活態度まで矯正させるほどの濃厚エロ技を施す五十路美人母 松下美香  (8月9日 ルビー)
- 実録！近親相姦 母と義母と俺 美し過ぎる二人の母が奪い合う息子の肉体 (10月11日 ルビー)
- 超近親相姦 Vol.3  (10月25日 センタービレッジ)
- 奇跡の美貌！五十路をすぎたおばさん達のセックス  (10月25日 エーピーエー)
- 50代特濃エロ熟女シリーズ＋欲望エロ老人シリーズ ハレンチ爺とイヤラシイ人々の下事情！ (11月25日 サイドビー)
- 親戚のおばさん 松下美香  (12月6日　センタービレッジ)
- 淫ら過ぎる人妻 ～淫乱不倫交尾～ (12月25日 サイドビー)

#### 2013年
- 美人妻たちのセンズリ鑑賞 2　 (1月5日 映天)
- とってもマニアックなエロドラマ…ハレンチ爺とイヤラシイ人々の下事情2 孫の彼女のセーラー服…息子の嫁の？…熟女にセーラー服 (1月25日 サイドビー)
- 刺激に飢えた中年夫婦達の為に… スワッピング夫婦交換！　(1月25日 サイドビー)
- Sランク！美熟女 松下美香 (2月1日 抜玉/エマニエル)
- お宅の息子さん童貞じゃありませんわよ。 松下美香　(2月7日　マドンナ)
- 松下美香大全集  (2月28日　センタービレッジ)
- 人妻おまんこ指オナニー 締まった濡れマ○コがヌチャヌチャして刺激するとイキ出す人妻 2 (3月15日  映天)
- 解禁！！熟女アナルファック 松下美香　(4月7日　マドンナ)
- 近親相姦 五十路のお母さんに膣中出し 松下美香　(4月11日　ルビー)
- 働くおばさん 勤務中に性処理いたします。  (4月20日 NEXT GROUP)
- ルビー熟女コレクション 若い男が大好物！綺麗で淫らな五十路のお母さん 松下美香 4時間 (5月23日 ルビー)
- 中年男の夢がいっぱい！ 欲求不満な美熟女祭り！　(5月25日 サイドビー)
- 新 熟女童貞狩り 松下美香 (5月30日 センタービレッジ)
- 人妻が恥じらう初めてのセンズリ鑑賞　(6月7日　 映天)
- 五十路・四十路の夜這い 恥知らずで猥らな熟女達 (6月25日 グローバルメディアエンタテインメント)
- 絶対に僕から視線を外さない母さんの愛欲セックス 松下美香　(7月11日　センタービレッジ)
- 母娘愛レズビアン 荻原くるみ 松下美香 (7月15日  レズビアン東京)
- 禁断肉欲劇場 五十路母と息子 息子の肉棒を喰らう異常性欲な母親達！！ (7月20日  NEXT GROUP)
- 近親相姦 剃毛パイパン母 松下美香 (7月25日 センタービレッジ)
- センズリ見せたら、徐々に本性を出してきた素人妻 (7月25日  Mellow Moon)
- 淫乱すぎる五十路な義母に求められ俺は…松下美香 (8月8日 ルビー)
- 凌辱アナル 挿し込まれた母の肛門 松下美香  (8月19日 赤い弾丸/エマニエル)
- 犯される義母 義理の息子に中出しされてしまう五十路妻 松下美香  (8月23日 なでしこ)
- 初SM五十路素人妻ドキュメンタリー・縄鼻鞭叫涙 52歳SM初体験緊縛拘束鞭乱打絶叫ハードファック涙の潮吹き絶頂！！ 松下美香 (8月25日 セレブの友)
- 親戚のおばさんDX 3 (9月26日 センタービレッジ)
- 人妻痴漢電車～さわられた貴婦人～ 松下美香 (9月26日 センタービレッジ)
- 松下美香ゴールデンベスト (10月10日 センタービレッジ)
- 近親一家乱姦 やりすぎ変態家族 (10月15日 STAR PARADISE)
- 人妻おまんこ指オナニー 締まった濡れマ○コがヌチャヌチャして刺激するとイキ出す人妻 5 (11月1日 映天)
- 学級崩壊 犯された熟女教師たち 松下美香 七海ひさ代 (11月1日  熟女JAPAN/エマニエル)共演:七海ひさ代
- SS級熟女 センズリ鑑賞4時間  (12月6日 映天)
- アナルと中出しと熟女004 松下美香　（12月15日　ワニッチ）
- RUBY　2013年RUBY年鑑 VOL.4 近親相姦に堕ちた熟女たち（12月19日、ルビー）撮り下ろし作品総集編

#### 2014年
- 旅情DX 温泉と熟女と匂い立つ客室 8時間  (1月9日 センタービレッジ)
- 性感セレブマダム 昼下がりの情事 松下美香  (1月9日 センタービレッジ)
- 五十路の艶熟女 松下美香  (1月9日 ルビー)
- なんと30年ぶりの同窓会開催っ！！で、ひさしぶりの再会にテンションがあがる奥様たちは、旦那に内緒でハメをはずしてSEX三昧！！　(1月10日 LEO)
- イカ臭い僕の勃起チンポを人妻の目の前で剥き出しにしてセンズリ鑑賞  (1月25日 Mellow Moon)
- 近親相姦中出し！！兄嫁・弟嫁・義母たちとの禁断交尾 (2月6日　ルビー)
- 潮吹き祭 20人4時間 (2月13日 センタービレッジ)他出演:野間あんな、小田切あや、水沢倫子、瀬戸明美、沢田泉、北原小百合、園田ユキ、鈴木光代、河合由美、若松かをり、篠田有里、石野裕己、翔田千里、藤波さえ、藤田愛子、有森潤子、川上ゆう、九条美代子、久倉加代子
- 働くおばさん達にセクハラしたら恥じらいながらもOKサインが出たから、そのまま生中出しセックスしちゃいました。　(2月25日　 Mellow Moon)他出演:沢田珠里、結城みさ、北原夏美、立花美里、伊織涼子
- ハレンチ老人といやらしい家族　(3月25日　 サイドビー)
- 五十路熟母SM近親相姦物語 背徳緊縛拘束肉体調教母子交配禁断快楽 松下美香 (3月25日 セレブの友)
- 息子の性欲処理に勤しむ母親の告白（3月25日　グローバルメディアエンタテインメント）他出演:北原夏美、近藤郁美、大嶋しのぶ
- THE 2回抜きスペシャル 美魔女の五十路10人に口内発射と中出しの2回抜きをお願いしちゃいました（4月25日　Mellow Moon）他出演:高城さやか、西尾みずえ、時越芙美江、加納あけみ、岡田久美子 伊達美佐子、三田聖子、吉永麗子、滝川峰子
- 母子相姦 五十路母が息子を誘うとき 松下美香（5月8日　 ルビー）
- 美熟女まるごとフェラリスト8時間 濃密糸引きフェラチオW責め快感悶絶イラマ総勢40名！（5月19日 婦人社/エマニエル）他出演:風間ゆみ、羽月希、椎名ゆな、美泉咲、朝桐光、宮下つばさ、宇佐美なな、桐原あずさ（伊藤あずさ）、三浦恵理子、初芽里奈、深津佳乃、武井麻希、近藤郁美（近藤郁）、水原薫子（佐伯かのん）、有村千佳、加藤なお、伊織涼子、樹花凜（七咲楓花）、杏紅茶々、高梨あゆみ、山本美和子、篠宮ゆり、村上涼子、七海ひさ代、矢部寿恵　他
- 自慰快楽パラノイド5 松下美香 (6月25日 セレブの友)
- 性奴隷貿易株式会社2 ～裏切り者には制裁を～美熟OL肉体拷問性奴隷教育イキ狂い痙攣潮吹きアクメ 松下美香 (7月13日 セレブの友)
- 五十路おばちゃんに生中出しできる居酒屋！ド田舎の居酒屋に行列ができるとっておきの完熟裏メニュー無制限中出しセックス！（9月8日セレブの友）